# Daniel Cousin

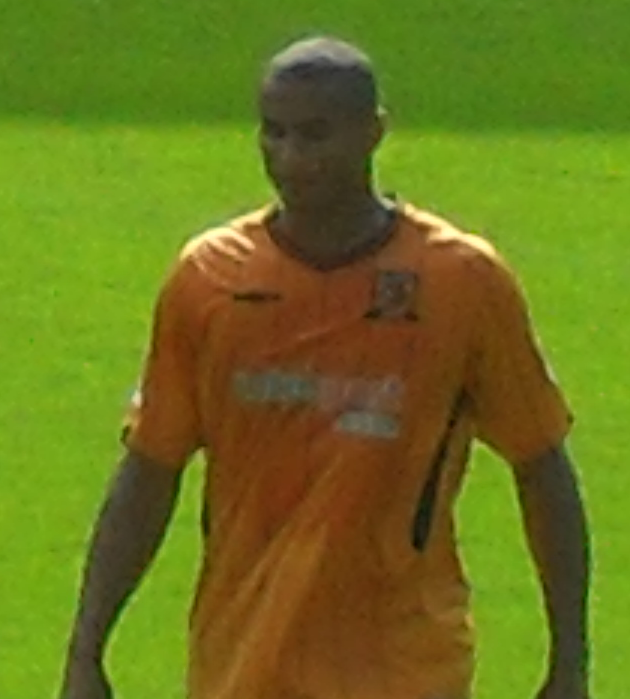
Daniel Cousin mot Aberdeen.

Daniel Cousin, född 2 februari 1977, är en före detta fotbollsspelare och sedermera fotbollstränare från Gabon. Han har bland annat spelat i franska Ligue 1-laget Lens, skotska Rangers och engelska Hull City. Cousin debuterade i Gabons landslag den 23 januari 2000 och blev i september 2006 lagkapten. Cousin är den spelare som har gjort flest mål för Gabons landslag.